# Diego Ochoa Camargo
Diego Antonio Ochoa Camargo (Paipa, departament de Boyacá, 5 de juny de 1993) és un ciclista colombià, professional des del 2013. Actualment corre a l'equip EPM. El seu pare Israel també s'ha dedicat al ciclisme professional.

## Palmarès
- 2012
  - 1r a la Volta a Segòvia
- 2014
  -  Campió de Colòmbia sub-23 en ruta
  - 1r a la Volta a Mèxic
  - 1r al Giro de la Vall d'Aosta
- 2016
  - 2n a la Volta a la Independència Nacional